# Christian Madsen (Schauspieler)
Christian James Madsen (* 8. Februar 1990 in Los Angeles) ist ein US-amerikanischer Schauspieler.

## Leben
Christian Madsen wurde als Sohn des Schauspielerehepaares Michael Madsen und Jeannine Bisignano geboren. Seine Tante väterlicherseits ist die Schauspielerin Virginia Madsen und seine Großmutter die Filmproduzentin Elaine Madsen.
Er begann die Schauspielerei im Alter von zehn Jahren. Während seiner Kindheit ließen sich seine Eltern scheiden. Danach lebte er an verschiedenen Orten, unter anderem in Malibu, im San Fernando Valley, in Santa Fe sowie in Montana. Im Alter von 17 Jahren zog er schließlich zu seiner Großmutter, die seine Schauspielkarriere förderte.
Madsen übernahm zunächst kleinere Rollen in Independentfilmen. 2014 erhielt er eine Rolle im Film Die Bestimmung – Divergent, einer Adaption des Jugendbuches Die Bestimmung von Veronica Roth. Ein Jahr zuvor stand er bereits für den Film Palo Alto vor der Kamera. In dem Film Prism (2015) übernahm er eine Hauptrolle. Weitere Rollen folgten.

## Filmografie (Auswahl)
- 2012: The Lovers
- 2013: Palo Alto
- 2014: Die Bestimmung – Divergent (Divergent)
- 2016: Mr. Church
- 2017: Odious
- 2019: Red Handed